# إدارة الرصف
إدارة الرَصف هي عملية التخطيط من أجل صيانة وإصلاح شبكة المسالك الطرقية أو مرافق مُعبّدة أخرى في سبيل تحسين أحوال الرَصف على نطاق الشبكة بأكملها.
تُطبق هذه الإدارة أيضًا على مدرجات المطارات وموانئ الشحن. عمليًا، هناك مُشرف على كل طريق سريع، يعمل على إدارة عمليات الرَصف.
تُدرِج إدارة الرَصف تكاليف دورة الحياة ضمن أسلوب منهجي أكثر للتعامل مع مشاريع رئيسية وثانوية متعلقة بترميم وصيانة الطرق. تؤخذ بعين الاعتبار حاجات الشبكة بأكملها بالإضافة إلى تقديرات الميزانية قبل تنفيذ المشروع، إذ يمكن لكلفة جمع البيانات أن تتغير بشكل كبير. تشمل إدارة الرَصف النواحي العديدة والمهام الضرورية المتعلقة بالحفاظ على موجودات الرصف بجودة معينة، وتضمن إمكانية الحفاظ على الحالة العامة لشبكة الطرق ضمن المستويات المرغوبة. في حين تغطي إدارة الرصف دورة حياة الرصف بأكملها من التخطيط إلى الصيانة في أي بنية نقل، فإن إدارة أصول الطريق وعمليات تخطيط صيانته تستهدفان على وجه التحديد البنية التحتية للطريق.
يحظى تطبيق القرار 34 الخاص بالمجلس الحكومي المعني بالمعايير المحاسبية (غاسب) بأثر كبير على متطلبات الإبلاغ المالي للإدارات المحلية. طُبّق في شهر يونيو عام 1999، ويوصي هذ القرار بأن ترفع الهيئات الحكومية تقارير بقيمة أصول بُناها التحتية في بياناتها المالية. يوصي المجلس الحكومي المعني بالمعايير المحاسبية بأن تستخدم الهيئات الحكومية نهج تكلفة سابقًا لرسملة أصول رأس المال طويلة الأجل؛ على أي حال، يُقدم التوجيه اللازم -في حال لم تتوفر المعلومات التاريخية- لاستخدام نهج بديل يكون مبنيًا على تكلفة الاستبدال الحالية للأصول. يجب أيضًا اختيار طريقة لتمثيل التكاليف المقترنة باستخدام الأصول، وهناك طريقتان يُسمح بهما من قِبل غاسب. تتمثل إحداهما بتخفيض قيمة الأصول بمرور الوقت. في المقابل، تتيح الطريقة المعدلة مرونة أكثر في تبليغ الهيئة لقيمة أصولها بناءً على استخدام نهج منتظم يمكن تبريره ويضمن الحفاظ على الأصول. تزود إدارة الرصف وأنظمة إدارته، الهيئات بالوسائل اللازمة لتقييم أصول الرصف وتحقيق متطلبات القرار 34 تحت نهج التخفيض المعدل.

## أنظمة إدارة الرصف
نظام إدارة الرصف (بي إم إس) هو أداة تخطيط تُستخدم للمساعدة في اتخاذ قرارات إدارة الرصف. تُنمذِج برمجيات نظام إدارة الرصف حالة تدهور الرصف المستقبلية الناجمة عن حركة المرور والطقس، وتوصي بصيانة الطريق المعبد وإجراء الإصلاحات عليه بناءً على نوع وعمر الرصف وعلى مقاييس متعددة لجودة الرصف الحالية. يمكن إجراء عمليات القياس من قِبل أشخاص على الأرض أو بصريًا من مركبة متحركة أو من خلال استخدام مستشعرات مؤتمتة مثبتة على آلية ما. غالبًا ما تُساعد برمجيات بي إم إس، المستخدمة في وضع تصنيفات مُجمعة لجودة الرصف بناءً على مقاييس جودة الرصف على الطريق أو على أجزاء منه. غالبًا ما تميل التوصيات نحو الصيانة التنبؤية، بدلًا من السماح للطريق بالتدهور حتى يحتاج إلى ترميم واسع النطاق.
من المهام النموذجية التي تؤديها أنظمة إدارة الرصف:               
1. جرد أحوال موجودات الرصف، استبانة الرصف الجيد والمتوسط والسيئ.
2. تعيين تقييمات تتعلق بدرجة أهمية قطاعات الطرق، بناء على حجم حركة المرور والفئة الوظيفية للطريق وطلب المجتمعات المحلية.
3. برنامج صيانة للطرق الجيدة للحفاظ عليها بحالة جيدة.[8]
4. برنامج إصلاحات للرصف السيئ والمتوسط بما يسمح به التمويل المتاح.[9]

أظهر البحث أن الحفاظ على الطريق بحالة جيدة هو أقل تكلفة بكثير من إصلاحه حين يتلف. هذا هو سبب إعطاء أنظمة إدارة الرصف الأولوية للصيانة الوقائية للطرق ذات الأحوال الجيدة، بدلًا من ترميم الطرق ذات الأحوال السيئة. فيما يتعلق بكلفة مدة استخدام الرصف وأحواله على المدى الطويل، فإن هذا الأمر (إعطاء الأولوية للصيانة الوقائية) سيُسفر عن أداء أفضل للنظام. كثيرًا ما تجد الهيئات الحكومية التي تركز على ترميم طرقها السيئة أنها أصلحت مع الوقت جميع الطرق، إذ إن الطرق التي كانت في حالة جيدة قد تدهورت.
كانت ولاية كاليفورنيا من السباقين في اعتماد نظام من أنظمة إدارة الرصف في عام 1979. كالأنظمة الأخرى في ذلك العصر، انطلق أول نظام إدارة رصف من حاسوب مركزي وتضمن أحكامًا مرصودة من قاعدة بيانات مكثفة. يمكن استخدامها لتحديد متطلبات تمويل الصيانة على المدى الطويل ولاختبار النتائج على حالة الشبكة إذا لم يتوفر التمويل الكافي.